# Pravna fakulteta v Zagrebu
Pravna fakulteta (izvirno hrvaško Pravni fakultet u Zagrebu), s sedežem v Zagrebu, je fakulteta, ki je članica Univerze v Zagrebu.